# Pontorson
Pontorson è un comune francese di 4 154 abitanti situato nel dipartimento della Manica nella regione della Normandia.

## Geografia
Pontorson è attraversata dal fiume Couesnon, presso il confine tra Normandia e Bretagna.

## Società

### Evoluzione demografica
Abitanti censiti

## Infrastrutture e trasporti
La cittadina è servita da una propria stazione ferroviaria posta lungo la linea Lison-Lamballe.